# 猫头鹰餐厅

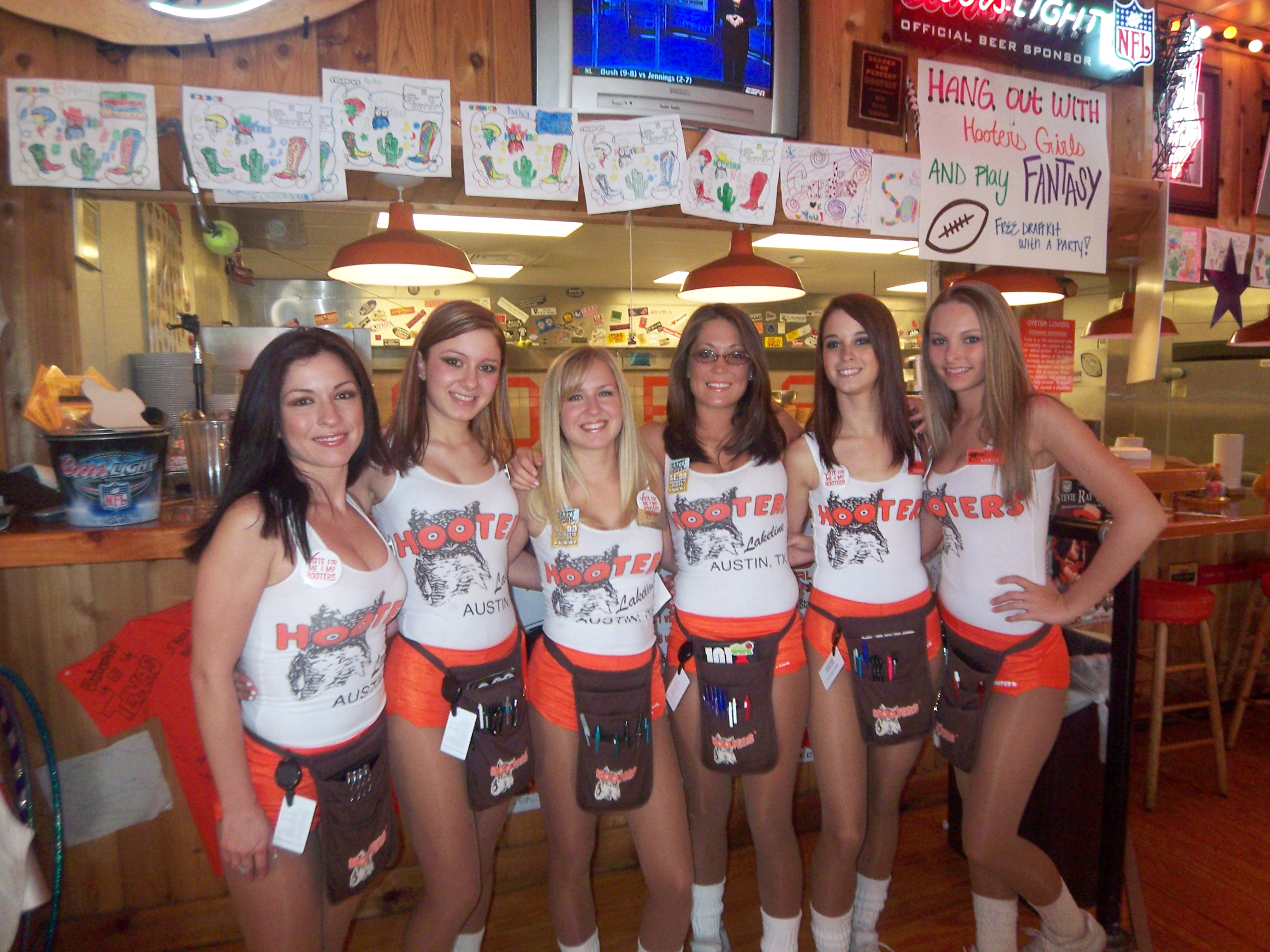
身穿Hooters制服的女侍應

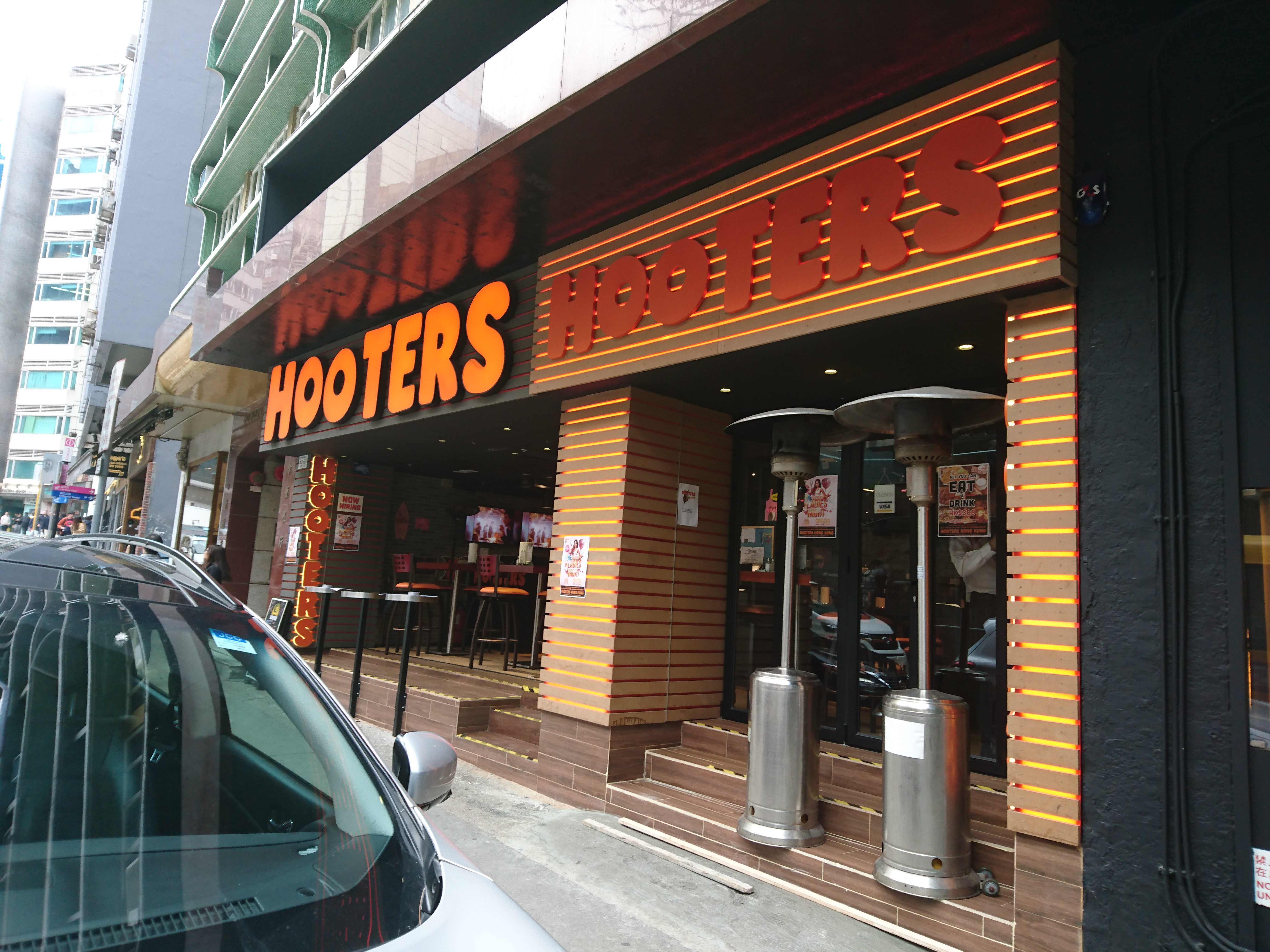
Hooters香港分店（已結業）

猫头鹰餐厅，是一家連鎖波霸餐廳，1983年创立於美國，現時全球分店415間，以販賣快餐食品為主，如三明治及漢堡包。不过此店以性感的女侍應作为特色招徠，女侍應都是以爆乳小背心及熱褲為制服，因此亦造就了不少年輕女服务员進軍演藝界，例如主角。猫头鹰餐厅更會將女侍應的照片印刷成月曆、撲克及襯衫等周邊產品，以增加收入。

## 各地分店

### 美國
2024年6月24日，美國的Hooters證實因為其營業成本一直居高不下，所以將位於美國佛州、肯塔基州、羅德島州、德州、維吉尼亞州等地的四十多家分店關閉，達分店總數一成
。
2025年2月，美國的Hooters多間分店結業，並準備申請破產。

### 台灣
1997年台灣第一家Hooters在台北市松山區慶城街開幕，但直到2019年才有第二家分店於台北市信義區開幕；第三家分店於2022年在新竹縣竹北市遠百開幕。

### 香港
Hooters曾經在香港設有一家分店，於2016年8月在中環雲咸街開幕，但於2017年被業主指拖欠租金並入稟追討。2018年6月，Hooters香港宣佈位於中環的店鋪已經關閉，將準備遷至九龍的新店，然而搬遷一事未有下文。
2016年4月，Hooters Hong Kong在他們的Facebook專頁發佈招聘廣告，而招募類別中的酒吧櫃檯服务员及餐廳值班主管，都列明是「只限女性」，極有可能違反《性別歧視條例》。 在招聘廣告中，Hooters Hong Kong使用的文字卻只有英文及簡體中文，似乎對香港不甚了解，被指不尊重港人文化。經《熱血時報》4月9日早上報道了有關新聞之後，不少網民都去到Hooters Hong Kong的Facebook專頁留言表達不滿，更有網民表明杯葛。
4月9日下午，Hooters Hong Kong修改了招聘帖，將所有簡體中文字刪除，但卻未換上正體字。Hooters Hong Kong又留言，對於不正確使用簡體字致歉，指無意不尊重任何人，強調會使用正確翻譯，去尊重香港的本土文化，並感謝各方指正。

## 曾經出現過猫头鹰餐厅服務生的美國電影
- 冒牌老爸（英语：Big Daddy (1999 film)）

## 外部連結
- Hooters美国 （页面存档备份，存于）（英文）
- HOOTERS TAIPEI 美式餐廳 （页面存档备份，存于）（繁體中文）
- Hooters Singapore in Clarke Quay （页面存档备份，存于）（英文）